# The 1st Album
The 1st Album é o primeiro álbum do duo alemão Modern Talking, lançado em 1985. Contém dois sucessos internacionais: You're My Heart, You're My Soul e You Can Win If You Want.
You're My Heart, You're My Soul atingiu o número 1 em muitos países, incluíndo Alemanha (onde passou quatro semanas no topo), Suíça e Áustria. Ele também entrou no top 5 em outros países, como França, Noruega e Suécia. Ambos os singles atingiram o status de vendas de ouro na Alemanha, tendo cada vendido mais de 250.000 unidades.
Além de You're My Heart, You're My Soul e You Can Win If You Want, o álbum contém outras faixas de êxito, como Diamonds Never Made A Lady e There's Too Much Blue In Missing You.
O álbum foi lançado pela Hansa Records e distribuído pela Ariola/BMG. Aproximadamente seis milhões de cópias deste álbum foram vendidas em todo o mundo.
Modern Talking teve sua primeira aparição na TV em 17 de janeiro de 1985, no TV Show alemão "Formel Eins".
There's Too Much Blue In Missing You é a única música deste álbum no qual Dieter Bohlen faz os vocais principais. Dieter não cantaria em mais nenhum subsequente álbum do grupo. Outras duas canções, The Night Is Yours - The Night Is Mine (1985) e Lucky Guy (1984), Dieter lançou como singles solo, sob o nome de Ryan Simmons.
O cantor alemão Rex Gildo gravou uma versão em alemão da canção Do You Wanna, chamada Du Ich Lieb' Dich, em 1985

## Faixas
Todas as músicas compostas por Dieter Bohlen, exceto "Do You Wanna", composta por Dieter Bohlen e Mary Applegate.
| #  | Título                                   | Duração |
| -- | ---------------------------------------- | ------- |
| 1. | "You're My Heart, You're My Soul"        | 5:36    |
| 2. | "You Can Win If You Want"                | 3:53    |
| 3. | "There's Too Much Blue In Missing You"   | 4:41    |
| 4. | "Diamonds Never Made A Lady"             | 4:05    |
| 5. | "The Night Is Yours - The Night Is Mine" | 5:32    |
| 6. | "Do You Wanna"                           | 4:24    |
| 7. | "Lucky Guy"                              | 3:31    |
| 8. | "One In A Million"                       | 3:43    |
| 9. | "Bells Of Paris"                         | 4:16    |